# Béard
Pour les articles homonymes, voir Beard.
Ne doit pas être confondu avec Béart ou Béard-Géovreissiat.
Béard est une commune française, située dans le département de la Nièvre en région Bourgogne-Franche-Comté.

## Géographie

### Localisation
Béard est située à 20 km de Nevers et 50 km de Bourbon-Lancy.

### Géologie et relief
La commune est située en territoire vallonné (altitude maximale de 252 m), au cœur du Nivernais.

### Hydrographie
Le territoire de la commune est traversé par la Loire.

### Communes limitrophes
Les communes limitrophes sont  Druy-Parigny, Fleury-sur-Loire, Luthenay-Uxeloup et Saint-Ouen-sur-Loire.

### Voies de communication et transports
- Gare de Béard.

### Climat
Pour des articles plus généraux, voir Climat de la Bourgogne-Franche-Comté et Climat de la Nièvre.
En 2010, le climat de la commune est de type climat océanique dégradé des plaines du Centre et du Nord, selon une étude du Centre national de la recherche scientifique s'appuyant sur une série de données couvrant la période 1971-2000. En 2020, Météo-France publie une typologie des climats de la France métropolitaine dans laquelle la commune est exposée à un climat océanique altéré et est dans la région climatique Centre et contreforts nord du Massif Central, caractérisée par un air sec en été et un bon ensoleillement.
Pour la période 1971-2000, la température annuelle moyenne est de 11,1 °C, avec une amplitude thermique annuelle de 15,9 °C. Le cumul annuel moyen de précipitations est de 868 mm, avec 12 jours de précipitations en janvier et 7,7 jours en juillet. Pour la période 1991-2020, la température moyenne annuelle observée sur la station météorologique de Météo-France la plus proche, « Nevers-Marzy », sur la commune de Marzy à 22 km à vol d'oiseau, est de 11,4 °C et le cumul annuel moyen de précipitations est de 783,5 mm. 
La température maximale relevée sur cette station est de 39,4 °C, atteinte le 31 juillet 2020 ; la température minimale est de −25 °C, atteinte le 9 janvier 1985,,.
Les paramètres climatiques de la commune ont été estimés pour le milieu du siècle (2041-2070) selon différents scénarios d'émission de gaz à effet de serre à partir des nouvelles projections climatiques de référence DRIAS-2020. Ils sont consultables sur un site dédié publié par Météo-France en novembre 2022.

## Urbanisme

### Typologie
Au 1er janvier 2024, Béard est catégorisée commune rurale à habitat dispersé, selon la nouvelle grille communale de densité à sept niveaux définie par l'Insee en 2022.
Elle est située hors unité urbaine. Par ailleurs la commune fait partie de l'aire d'attraction de Nevers, dont elle est une commune de la couronne,. Cette aire, qui regroupe 93 communes, est catégorisée dans les aires de 50 000 à moins de 200 000 habitants,.

### Occupation des sols
L'occupation des sols de la commune, telle qu'elle ressort de la base de données européenne d’occupation biophysique des sols Corine Land Cover (CLC), est marquée par l'importance des territoires agricoles (50,8 % en 2018), en diminution par rapport à 1990 (52,2 %). La répartition détaillée en 2018 est la suivante : forêts (31 %), prairies (18,6 %), terres arables (18,5 %), zones agricoles hétérogènes (13,8 %), eaux continentales (6,8 %), milieux à végétation arbustive et/ou herbacée (6,2 %), zones urbanisées (5,1 %). L'évolution de l’occupation des sols de la commune et de ses infrastructures peut être observée sur les différentes représentations cartographiques du territoire : la carte de Cassini (XVIIIe siècle), la carte d'état-major (1820-1866) et les cartes ou photos aériennes de l'IGN pour la période actuelle (1950 à aujourd'hui).

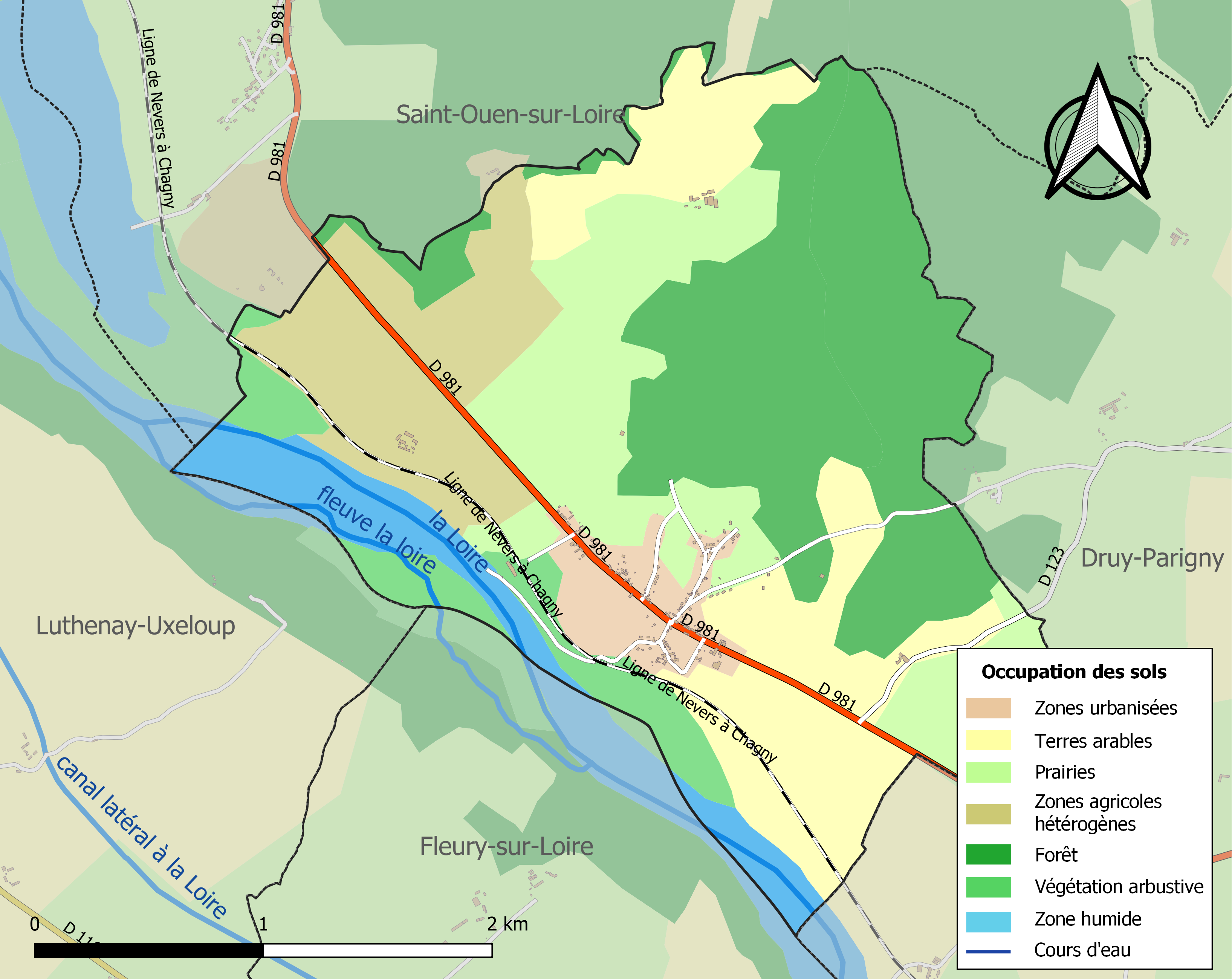
Carte des infrastructures et de l'occupation des sols de la commune en 2018 (CLC).

## Histoire

### Préhistoire
Des bifaces, des grattoirs, des pointes de flèches ont été découverts près de l'église. Ils témoignent d'une occupation de ce lieu dès le Néolithique.

### Antiquité
Le site se situe sur le trajet de la grande voie romaine reliant Bourges à Lyon via Nevers et Decize, des tronçons ont été découverts au nord de la commune. On a retrouvé en 1894 les ruines d'une villa gallo-romaine de taille importante, datant du IVe siècle. Des vestiges d'un temple gallo-romain orienté plein sud ont été découverts près de l'église. Tous ces vestiges ont permis de collecter de nombreux objets : monnaies antiques, fragments de plaques de marbre et d'enduit peint, fragments de chapiteaux, céramiques et un petit sanglier en bronze.

### Moyen Âge
Des moines du prieuré Notre-Dame de La Charité-sur-Loire fondèrent un prieuré bénédictin à Béard, rattaché à l'Ordre de Cluny. Durant la féodalité (Xe au XIIe siècle), le village bénéficie d'un droit de basse et moyenne justice, compte tenu de son importance stratégique pour les puissants seigneurs du château de Druy dont il dépend. L'économie du village reposait essentiellement sur l'agriculture et l'exploitation de la Loire. Les droits de péage sur la navigation et les droits de pêche procuraient d'importants revenus aux seigneurs.

### Temps modernes
Durant la période du XVIe au XVIIIe siècle, la « communauté des Bridons » exploitait de façon collective et familiale un ensemble de terres agricoles. cette communauté respectait des « règles et un code d'honneur très précis fondé sur le patriarcat, la solidarité absolue et sur l'accueil privilégié du pauvre ».

## Politique et administration
| Période                                  | Période                  | Identité   | Étiquette | Qualité             |
| ---------------------------------------- | ------------------------ | ---------- | --------- | ------------------- |
| Les données manquantes sont à compléter. |                          |            |           |                     |
| mars 2001                                | mars 2008                | Guy Piron  |           |                     |
| mars 2008                                | En cours (au avril 2014) | Guy Fallet | DVD       | Exploitant agricole |

## Démographie
L'évolution du nombre d'habitants est connue à travers les recensements de la population effectués dans la commune depuis 1793. Pour les communes de moins de 10 000 habitants, une enquête de recensement portant sur toute la population est réalisée tous les cinq ans, les populations de référence des années intermédiaires étant quant à elles estimées par interpolation ou extrapolation. Pour la commune, le premier recensement exhaustif entrant dans le cadre du nouveau dispositif a été réalisé en 2004.

En 2022, la commune comptait 161 habitants, en évolution de −9,04 % par rapport à 2016 (Nièvre : −3,28 %, France hors Mayotte : +2,11 %).
| 1793 | 1800 | 1806 | 1821 | 1831 | 1836 | 1841 | 1846 | 1851 |
| ---- | ---- | ---- | ---- | ---- | ---- | ---- | ---- | ---- |
| 138  | 108  | 158  | 209  | 189  | 172  | 179  | 201  | 205  |

| 1856 | 1861 | 1866 | 1872 | 1876 | 1881 | 1886 | 1891 | 1896 |
| ---- | ---- | ---- | ---- | ---- | ---- | ---- | ---- | ---- |
| 219  | 238  | 299  | 235  | 252  | 264  | 245  | 233  | 228  |

| 1901 | 1906 | 1911 | 1921 | 1926 | 1931 | 1936 | 1946 | 1954 |
| ---- | ---- | ---- | ---- | ---- | ---- | ---- | ---- | ---- |
| 213  | 182  | 197  | 188  | 179  | 159  | 164  | 182  | 172  |

| 1962 | 1968 | 1975 | 1982 | 1990 | 1999 | 2004 | 2006 | 2009 |
| ---- | ---- | ---- | ---- | ---- | ---- | ---- | ---- | ---- |
| 168  | 165  | 168  | 149  | 155  | 174  | 170  | 167  | 165  |

| 2014 | 2019 | 2022 | - | - | - | - | - | - |
| ---- | ---- | ---- | - | - | - | - | - | - |
| 172  | 162  | 161  | - | - | - | - | - | - |

## Culture locale et patrimoine

### Lieux et monuments
L'église Saint-Laurent, datée du XIIe siècle pour ses parties les plus anciennes, et fortement remaniée au XVe siècle, est classée monument historique.